# 555 km (Kazachstan)
555 km (kaz. 555 км; ros. 555 км) – przystanek kolejowy w pobliżu miejscowości Iżewskoje, w rejonie Arszały, w obwodzie akmolskim, w Kazachstanie. Położony jest na linii Astana – Szu, na trasie Nowego Jedwabnego Szlaku.